# Der neue Pitaval
Der neue Pitaval ist „eine Sammlung der interessantesten Kriminalgeschichten aller Länder aus älterer und neuerer Zeit“. Sie erschien von 1842 bis 1890 in 60 Bänden bei Brockhaus in Leipzig. Begründet wurde sie von Julius Eduard Hitzig und Wilhelm Häring (Künstlername: Willibald Alexis), fortgeführt von Anton Vollert.

## Vorläufer
Wichtigstes Vorbild für Hitzig und Häring waren die Fälle, die Paul Johann Anselm von Feuerbach während seiner Zeit im bayerischen Ministerial- und Justizdienst gesammelt und von 1808 bis 1829 in mehreren Bänden veröffentlichte.
Namensgeber war der französische Advokat François Gayot de Pitaval (1673–1743), dessen Sammlung Causes célèbres et intéressantes, avec les jugemens qui les ont décidées 1734–1741 in 20 Bänden erschien und in viele europäische Sprachen übersetzt wurde. Damit begründete er die Literaturgattung des Pitavals. Friedrich Schiller verfasste für eine deutsche Bearbeitung der Fälle Pitavals eine Vorrede, in der er anregte, „auch von andern Schriftstellern und aus andern Nationen (besonders, wo es sein kann, aus unserm Vaterland) wichtige Rechtsfälle aufzunehmen und dadurch allmählich diese Sammlung zu einem vollständigen Magazin für diese Gattung zu erheben“.

## Inhalt
Der neue Pitaval enthält etwa 600 dokumentarerzählerische Darstellungen von Kriminalfällen, die nach Justizakten oder anderen Überlieferungen für ein Publikum bearbeitet wurden, das sich weniger für die Aspekte der juristischen Verfahren als für die Biographien der Verbrecherinnen und Verbrecher sowie die psychologischen, sozialen und historischen Umstände ihrer Taten interessierte und dabei vor allem auch spannend-lehrreiche Lektüre suchte.
Beschrieben im neuen Pitaval waren etwa die Fälle von Klara Wendel, Hélène Gillet, Jean Calas, Johann Georg Tinius, Henri Coiffier de Ruzé (Cinq-Mars), Rob Roy, Henriette Wilke, Ferdinand Wittmann, der Schinderhannes, die Donaumoosräuber, der Raubmord an Gerhard von Kügelgen, aber auch politische Fälle, etwa die Pulververschwörung, das Bombenattentat auf Napoleon im Jahr 1800 und die Maletverschwörung. Stoff waren auch bekannte Fälle, die später oder bereits vor Erscheinen des Pitaval anderweitig künstlerisch verarbeitet wurden, etwa im Fall der Marquise de la Pivardière (1820 von E.T.A. Hoffmann) oder das Schauspiel Jonathan Bradford (1833 von Edward Fitzball).

## Nachfolger
1949 veröffentlichte der Münchner Verleger W. E. Freitag (bei ihm erschien auch Der Simpl) eine Zeitschrift, die ebenfalls den Titel Der neue Pitaval trug. Dafür sollten interessante, auch ungeklärte Kriminalfälle – neu recherchiert und psychologisch durchleuchtet – spannend und niveauvoll erzählt werden. Es erschienen nur drei Ausgaben, dann wurde die Zeitschrift aus wirtschaftlichen Gründen eingestellt. Herausgeber war Ernst Hoferichter.
Zwischen 1963 und 1969 erschien im Verlag Kurt Desch mit fünfzehn Bänden ein weiterer Neuer Pitaval. Als Herausgeber fungierte Hermann Mostar, dessen Arbeit später von Robert Adolf Stemmle fortgeführt wurde.